# 無綫電視外購台灣電影列表
本條目列出曾經於無綫電視播放，惟非由其公司所製作的外購台灣電影。
電影在大中華區的其他譯名可參考模板:CGroup/Movie。

註：電影名稱前的為該電影於無綫電視的首播日期及頻道，電影名稱後的為該電影於其所屬地區的放映年份(如有)。

於1980年後以播出作品的記錄
- 無粤語配音以此底色標示

## 1980年代
| 首播日期       | 頻道   | 電影名稱(英文) (中文)            | 發行年份 | 備註             |
| 1987年12月27日 | 明珠台 | A Summer At Grandpa's 冬冬的假期 | 1984     | 1988年1月3日重播 |

## 1990年代
| 首播日期                    | 頻道          | 電影名稱(英文) (中文)                    | 發行年份 | 備註                                           |
| 1991年10月23日              | 明珠台        | A City of Sadness 悲情城市               | 1989     | 國際電影周 1993年8月29日重播                   |
| 1993年10月3日 1995年2月20日 | 明珠台 翡翠台 | Boss Noballs 沒卵頭家                    | 1989     | 國際電影周                                     |
| 1994年7月24日               | 明珠台        | The Man From Island West 西部來的人      | 1989     | 1995年10月7日重播 1996年1月21日重播            |
| 1994年10月22日              | 明珠台        | Pushing Hands 推手                       | 1991     | 國際電影周 1995年9月8日重播 1996年5月12日重播  |
| 1995年5月13日               | 明珠台        | The Wedding Banquet 囍宴                 | 1993     | Mega Movie 1996年5月19日重播 1997年5月11日重播 |
| 1996年5月26日               | 明珠台        | Eat Drink Man Woman 飲食男女             | 1994     | Mega Movie 1999年10月17日重播                  |
| 1996年6月23日               | 翡翠台        | Five Girls and a Rope 五個女子和一根繩子 | 1990     |                                                |
| 1999年5月23日               | 明珠台        | Siao Yu 少女小漁                         | 1995     | 2000年3月18日重播                              |
| 1999年10月2日               | 翡翠台        | Trouble Maker 蠟筆小小生                 | 1995     |                                                |
| 1999年12月7日               | 翡翠台        | Young Policemen in Love 新紮師兄追女仔   | 1995     |                                                |

## 2000年代
| 首播日期                      | 頻道                     | 電影名稱(英文) (中文)                   | 發行年份 | 備註                                                                  |
| 2000年11月4日                 | 明珠台                   | Kangaroo Man 袋鼠男人                   | 1995     |                                                                       |
| 2004年10月31日 2010年10月18日 | 明珠台 翡翠台            | Double Vision 雙瞳                      | 2002     | 2006年8月6日重播（明珠台） 2010年8月15日重播（明珠台）                |
| 2007年3月4日                  | 明珠台                   | 20 30 40                                | 2004     |                                                                       |
| 2008年11月2日 2010年9月23日   | 明珠台 翡翠台 高清翡翠台 | Crouching Tiger, Hidden Dragon 臥虎藏龍 | 2000     | 中港台美合作 2013年4月12日重播（明珠台） 2023年10月14日重播（翡翠台） |

## 2010年代
註：高清翡翠台後更名為「J5」及「財經·資訊台」。
| 首播日期                                   | 頻道                         | 電影名稱(英文) (中文)                                              | 發行年份 | 備註 |
| 2010年7月17日 2010年12月5日                | 翡翠台 高清翡翠台 J2         | Kung Fu Dunk 功夫灌籃                                              | 2008     | 中港台合作 高清好戲派 2011年8月27日重播（高清翡翠台） 2014年6月29日重播（翡翠台） 2016年7月10日重播（翡翠台） 2018年5月6日重播（翡翠台） |
| 2011年3月5日 2024年4月27日                 | 翡翠台 高清翡翠台 TVB Plus   | Secret 不能說的·秘密                                               | 2007     | 高清好戲派 2012年1月28日重播（高清翡翠台） 2012年10月20日重播（高清翡翠台）                                                              |
| 2011年7月30日 2012年3月5日                 | 高清翡翠台 翡翠台            | Summer's Tail 夏天的尾巴                                           | 2007     | 週六高清影院 2012年10月13日重播（高清翡翠台）                                                                                            |
| 2011年12月3日 2012年12月16日               | 明珠台 翡翠台                | Lust, Caution 色，戒                                               | 2007     | 中港台美合作 Pic of the Year（明珠台） 2013年4月19日重播（明珠台）                                                                       |
| 2011年12月18日 2013年4月1日                | J2 高清翡翠台                | Cape No. 7 海角七號                                                | 2008     | 2014年11月8日重播（高清翡翠台） |
| 2012年6月9日 2014年1月1日                  | 無綫電影台 高清翡翠台        | Jump Ashin! 翻滾吧！阿信                                           | 2011     | 2014年11月15日重播（高清翡翠台） 2016年8月6日重播（J5）                                                                                  |
| 2012年7月14日 2013年11月24日 2015年11月8日 | 無綫電影台 翡翠台 高清翡翠台 | Warriors of the Rainbow:Seediq Bale Part 1 賽德克·巴萊上集：太陽旗 | 2011     | |
| 2012年7月21日 2013年12月1日 2015年11月9日  | 無綫電影台 翡翠台 高清翡翠台 | Warriors of the Rainbow:Seediq Bale Part 2 賽德克·巴萊下集：彩紅橋 | 2011     | |
| 2012年8月26日 2013年6月12日                | 翡翠台 高清翡翠台            | The Treasure Hunter 刺陵                                           | 2009     | 兩岸合作 熱爆午夜場 2016年6月4日重播（J5）                                                                                               |
| 2013年1月12日 2013年10月1日 2014年6月2日   | 無綫電影台 翡翠台 高清翡翠台 | New Perfect Two 新天生一對                                         | 2012     | 2016年6月11日重播（J5） |
| 2013年3月3日                               | 無綫電影台                   | Au Revoir Taipei 一頁台北                                          | 2010     | |
| 2013年4月20日 2015年9月28日 2017年11月13日 | 無綫電影台 高清翡翠台 J2     | Bad Girls 女孩壞壞                                                 | 2012     | |
| 2013年5月11日 2014年11月1日                | TVB電影台 高清翡翠台         | 10+10                                                              | 2011     | 2016年12月10日重播（J5） |
| 2014年1月25日                              | 高清翡翠台                   | Din Tao: Leader of the Parade 陣頭                                 | 2012     | 週六高清影院 2016年9月17日重播（J5） |
| 2015年2月14日 2016年7月30日 2018年7月8日   | 明珠台 J5 J2                 | Love 愛 LOVE                                                       | 2012     | 兩岸合作 |
| 2015年4月3日                               | 高清翡翠台                   | 愛的麵包魂                                                         | 2012     | 2016年3月28日重播（J5） 2016年12月31日重播（J5）                                                                                         |
| 2015年5月25日                              | 高清翡翠台                   | 南方小羊牧場                                                       | 2012     | 2016年7月16日重播（J5） |
| 2016年9月16日                              | J5                           | Girlfriend, Boyfriend 女朋友‧男朋友                                | 2012     | 2017年2月11日重播 |
| 2016年10月1日 2018年12月9日                | J5 明珠台                    | The Rooftop 天台                                                   | 2013     | J5院線 2019年7月14日重播（翡翠台） |
| 2017年7月16日                              | 明珠台                       | Black & White Episode I: The Dawn of Assault 痞子英雄之全面開戰    | 2012     | 兩岸合作 2018年12月2日重播 |
| 2017年12月1日                              | J2                           | Our Times 我的少女時代                                             | 2015     | 2020年1月26日重播 2021年3月15日重播 |
| 2019年12月26日                             | J2                           | Café. Waiting. Love 等一個人咖啡                                   | 2014     | 2021年1月3日重播 |

## 2020年代
| 首播日期 | 頻道 | 電影名稱(英文) (中文) | 發行年份 | 備註 |

## 外部連結
- 2001年《明珠930》節目介紹
- 2002年1月至9月明珠台節目表